# Thérèse Wartel
Atala Thérèse Annette Wartel (Parigi, 2 luglio 1814 – Parigi, 6 novembre 1865) è stata una pianista, compositrice e critica musicale francese.

## Biografia
Thérèse Wartel era la figlia di Martin-Joseph Adrien (1767-1822) e della baronessa Gabrielle Constance de Philippy de Bucelly d'Estrées (1782-1854). Era anche la sorella della pianista Rosine-Charlotte DelSarte (nato. Adrien), che era la moglie del famoso insegnante di musica Francois Delsarte (1811-1871).
Studiò musica presso il Conservatorio, e dal 1831-38 iniziò a insegnare nello stesso conservatorio. Fu la prima solista femminile ammessa all'Orchestre de la Société des Concerts du Conservatoire nel 1838.
Nel 1833 sposò il tenore Pierre-François Wartel (1806-1882), dal quale ebbero un figlio Émile che suonò per il Théâtre-Lyrique e successivamente istituì una propria scuola vocale.

## Opere
- Lessons on the Pianoforte Sonatas of Beethoven
- Souvenirs of the Huguenots, fantaisie, Lipsia
- Caprice
- Andante, Autograph, 1843
- Six Etudes de salon pour piano op 10, Parigi, 1850
- Andante Opus 11, 1851